# تپه حسین علی
تپه حسین علی مربوط به هزاره دوم و اول قبل از میلاد - سدهٔ ۶ تا ۸ ه.ق است و در شهرستان خداآفرین، بخش مرکزی، دهستان بسطاملو، روستای حسین علی بیگلی واقع شده و این اثر در تاریخ ۲۷ بهمن ۱۳۸۷ با شمارهٔ ثبت ۲۴۴۹۷ به‌عنوان یکی از آثار ملی ایران به ثبت رسیده است.